# منیر شاهرودی فرمانفرمائیان
منیر شاهرودی فرمانفرمائیان (زادهٔ ۱۶ آذر ۱۳۰۱ – درگذشتهٔ ۳۱ فروردین ۱۳۹۸)، نقاش، طراح، مجسمه‌ساز و مجموعه‌دار هنر مردمی، اهل ایران بود.

## زندگی
منیر فرمانفرمائیان به سالِ ۱۳۰۱ در شهر قزوین زاده شد و در هشت سالگی به همراه پدرش محمد باقر شاهرودی که به نمایندگی مجلس شورای ملی رسیده بود به تهران آمد. سرگرمی پدر طراحی فرش و اداره یک کارگاه قالیبافی بود و منیر نیز از کودکی به نقاشی گل علاقه‌مند بود. او از سال ۱۳۲۳ تا ۱۳۲۵ در دانشکده هنرهای زیبا دانشگاه تهران مشغول به تحصیل شد.

## مهاجرت
در همین سال‌ها یک تاریخ‌نگار هنرنویس و باستان‌شناس آمریکایی توجه او را به خطوط و نقاشی‌های زیبا و ساده اشیای باستانی جلب کرد. وی پس از مدت کوتاهی تصمیم گرفت به پاریس برود، اما آشنایی با دوستانی از جمله منوچهر یکتایی نقاش و شاعر که بعدها با او ازدواج کرد، مسیر زندگی او را عوض کرد. منیر فرمانفرمائیان در جریان جنگ جهانی دوم در سال ۱۳۲۴ با قایق بخاری از اروپا به نیویورک آمریکا رفت و از ۱۳۲۵ تا ۱۳۲۸ در مدرسه طراحی پارسونز در رشته تصویرسازی مُد و دانشگاه کرنل ۱۳۲۷ تا ۱۳۳۰ به تحصیل پرداخت.
وی در میانه دهه ۱۳۳۰ خورشیدی، به‌عنوان تصویرگر مُد برای نشریاتی چون تاون، کانتری، و گلامور طرح پوشاک می‌کشید و به‌عنوان گرافیست تجاری و طراح پوشاک برای فروشگاه‌های بزرگ کار می‌کرد. او در هنگام زندگی در آمریکا با هنرمندان بسیاری مانند میلتون آوری، بارنت نیومن، لویز نویلسون، لری ریورز، فرانک استلا، و اندی وارهول همکار و با ویلم دکونینگ و جکسون پولاک آشنا شد. در همین زمان اندی وارهول را ملاقات کرد. دوستی و همکاری او با اندی وارهول ادامه یافت و بعدها، وارهول یکی از تابلوهای سیلک اسکرین مجموعه مریلین مونرو را به منیر هدیه کرد.
منیر پس از جدایی از منوچهر یکتایی نقاش و شاعر معاصر، با ابوالبشر فرمانفرمائیان، دانشجوی حقوق دانشگاه کلمبیا ازدواج کرد و نام خانوادگی او، فرمانفرمائیان، را به‌عنوان نام هنری خود برگزید. منیر فرمانفرماییان و منوچهر یکتایی یک دختر به نام «نیما یکتایی فرمانفرماییان» دارند. منیر و ابوالبشر فرمانفرماییان هم دختری به نام «زهرا» دارند.

## بازگشت به ایران
منیر پس از ۱۳ سال در ۱۳۳۶ به ایران بازگشت. برخی از آثار او در دوسالانه ونیز، ۱۹۵۸ به نمایش درآمد. یک نقاشی انتزاعی از او که در نخستین دوسالانه تهران در سال ۱۳۳۷ به نمایش درآمد، مدال طلا را برای او به ارمغان آورد. در دو دهه بعد از ازدواج، سفرهای بسیاری به جاهای گوناگون ایران کرد و در همین سفرها با فرهنگ و هنر بومی و سنتی ایران آشنا شد. این سفرها همچنین سبب شد او مجموعه‌ای بیش از ۶۰ نقاشی قهوه‌خانه‌ای، بیش از هزاران قطعه نقاشی پشت شیشه، انبوهی از جواهرات نقره‌ای ترکمن‌ها، شماری دَر، قاب‌های پنجره و پانل‌های دیواری نقاشی‌شده گردآوری کند. در چهارمین دوسالانه تهران در سال ۱۳۴۳، بار دیگر یک نقاشی انتزاعی از او به تماشا درآمد و با همان اثر در دوسالانه ونیز آن سال نیز شرکت کرد. سال بعد، در «نمایشگاه پاله دو کنگره» در مونت‌کارلو شرکت کرد و نمایشگاهی به همراه پرویز تناولی در «انجمن فرهنگی ایران و ایتالیا» برپا کرد. در سال ۱۳۴۵ در پنجمین دوسالانه تهران، یکی از نقاشی‌های پشت شیشه‌اش به نمایش درآمد.
منیر در اواخر دهه ۱۳۴۰ خورشیدی، به سبک ویژه خودش رسید که ترکیب روش‌های قدیمی نقاشی پشت شیشه، آینه‌کاری، خاتم‌کاری، هندسه و طراحی معمارانه بود. تا پیش از منیر کسی این نمونه کار را به‌عنوان اثر هنری مستقل ارائه نکرده بود. سبک هنر او، از پیوندهای قوی و عمیق با کشورش و کارآموزی در نیویورک پدید آمده‌است. در این سال‌ها منیر چند اثر آینه‌کاری برای اماکن عمومی ساخت. نمونه این آثار «پانل‌هایی بزرگ برای هتل لاله»، «دو آینه بزرگ برای فرهنگ‌سرای نیاوران»، «یک پانل اتاق خواب در کاخ نیاوران»، «یک مجسمه برای باغ موزه فرش ایران» و آثاری برای خانه‌های شخصی هستند.

## پس از انقلاب
پس از انقلاب ۱۳۵۷ ایران، خانه و بسیاری از آثارش مصادره شد، ناگزیر بار دیگر برای ۲۶ سال راهی نیویورک شد. او در این مدت، به تکه‌چسبانی و طراحی فرش و پارچه پرداخت. در سال ۱۳۸۳ با بازگشت دوباره به ایران، کارگاه هنری خودش را گشود و بر روی آثاری که در دهه ۱۳۵۰ (خورشیدی) ارائه داده بود، متمرکز شد. برای نخستین‌بار پس از انقلاب، اثر حجمی از منیر فرمانفرمائیان با عنوان «آب روشنایی است» در «نمایشگاه باغ ایرانی» به نمایش درآمد. در سال ۱۳۹۴، فرمانفرمائیان نخستین هنرمند ایرانی شد که آثارش در یک نمایشگاه انفرادی در موزه گوگنهایم نیویورک به نمایش درآمد. در ۲۴ آذر ۱۳۹۶ تالار دائمی منیر فرمانفرمائیان در باغ موزه نگارستان گشایش بافت.
بهمن کیارستمی فیلم مستند «منیر» را دربارهٔ این هنرمند ایرانی ساخته‌است.

## ویژگی آثار
منیر از پیشگامان هنر هِندِسی در ایران است که مجموعه آثارش در بیش از نیم سده، پیوسته میان اشکال منظم و ریتمیک هنرهای سنتی و رویکردهای انتزاعی مدرنیستی سیر کرده‌است.
هنر او در نگاه اول بر دو اصل نقوش تزیینی و آینه استوار است. او این اصول را از هنرهای سنتی و صنایع ظرف‌های ایرانی برگرفته و به هنر آینه‌کاری وام‌دار است؛ ولی در نگاهی عمیق‌تر می‌توان به این موضوع پی برد که جوهر درونی هنر منیر هندسه و نه تزئینات و آینه است. او هنگامی که به عنوان هنرمند از آثارش صحبت می‌کند بیش از هرچیز به پیچیدگی‌های هندسی در کارش اشاره می‌کند:
 «هندسه مرا به زادگاهم برگرداند، به مربع، مثلث و دایره، به مشاهدات کودکی من از تجربه حضور در میان زیبایی برآمده از این مرز و بوم. همه چیز برایم معنای تازه‌ای یافت؛ مکعب، استوانه و منشور» 

## درگذشت
منیر فرمانفرمائیان در ۳۱ فروردین ۱۳۹۸ به دلیل کهولت سن در منزل شخصی خود به مرگ طبیعی درگذشت. پیکر او ظهر روز یکشنبه ۱ اردیبهشت ۱۳۹۸ بر طبق وصیتش در قطعهٔ هنرمندان بهشت فاطمهٔ شهر قزوین و در جمع نزدیکانش به خاک سپرده شد.

## نمایشگاه‌ها

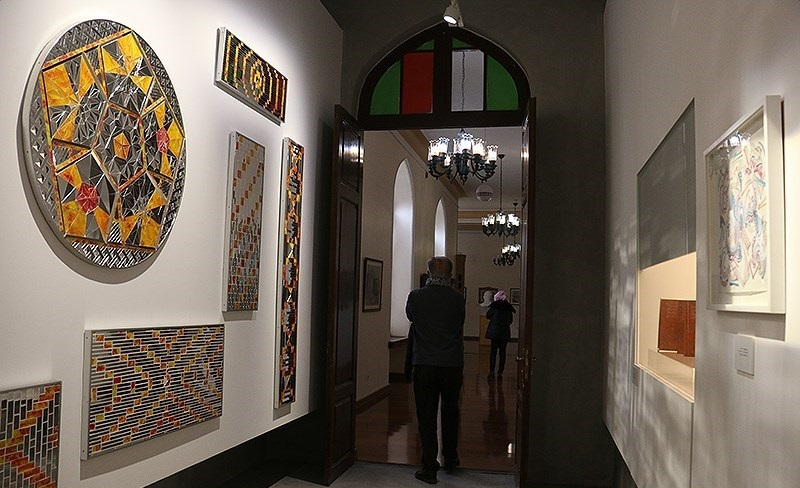
تالار آثار منیر فرمانفرمائیان در باغ نگارستان

### انفرادی
- امکان بی‌نهایت، موزه گوگنهایم نیویورک (۲۰۱۵)[۳][۳]
- گالری خط سوم دوبی (۲۰۱۳)
- موزه هنرهای زیبای هیوستون (۲۰۱۲)
- زندگی، بیروت (۲۰۱۱)
- هندسه امید، لندن (۲۰۰۸)
- خاطرات، دوحه قطر (۲۰۰۸)
- مرکز هنرهای مدرن ایران، نیویورک (۲۰۰۰)
- گالری جک کاپلان، نیویورک و واشینگتن (۱۹۷۵)
- دانشکده هنرهای زیبای دانشگاه تهران(۱۹۶۳)

### جمعی
- فیاک، پاریس (۲۰۱۳)
- ایران مدرن، نیویورک (۲۰۱۳)
- راه آبی، بنیاد بوغوسیان، بروکسل (۲۰۱۳)
- موزه متروپولیتن نیویورک (۲۰۱۲)
- نیم دیگری از ایران، موناکو (۲۰۱۲)
- پروژه رز عیسی، لندن (۲۰۱۱)
- سائوپائولو، برزیل (۲۰۱۰)
- نمایشگاه بانک آی‌ان‌جی، ژنو(۲۰۰۷)
- موزه هنرهای مدرن نیویورک (۸۷–۱۹۸۶)
- انجمن ایران آمریکا، تهران (۱۹۷۶)
- اولین دوسالانه تهران (۱۹۵۸)

## کلکسیون
- موزه گوگنهایم، نیویورک ۱۳۹۳[۱۶]
- موزه هنرهای معاصرتهران
- موزه مهر هنر، گنجینه بانک کشاورزی، تهران ۱۳۵۶

## مقالات
هنرمندان معاصر ایران، نوشته رز عیسی، ترجمه گلرخ برومندی، دوهفته نامه تندیس، شماره۱۶۹، تهران۱۳۸۸